# Kennedyplatz (Darmstadt)
Der Kennedyplatz ist ein Platz in Darmstadt.

## Beschreibung
Die ca. 40 m lange und ca. 30 m breite Fläche wurde in den 1950er-Jahren nach John F. Kennedy benannt. 
Am Nordrand des Platzes steht das John-F.-Kennedy-Haus. 
In der Mitte des Kennedyplatzes befindet sich eine kleine Grünanlage. In deren Mitte stehen drei abstrakte Bronzeskulpturen von Georg von Kováts. In der Südwestecke befindet sich ein runder Springbrunnen. Der Brunnen hat einen Durchmesser von ca. 8 m. Er besteht aus einem Betonbecken und einem ca. 0,5 m hohen und ca. 0,4 m breiten Rand aus rotem Sandstein.

## Denkmalschutz
Der Kennedyplatz steht aus architektonischen, baukünstlerischen und stadtgeschichtlichen Gründen unter Denkmalschutz.